# Данда, Бронислав
Бронислав Данда (чеш. Bronislav Danda; 10 января 1930, Градец-Кралове, Чехословакия — 31 декабря 2015, Брно, Чехия) — чехословацкий хоккеист и тренер, бронзовый призер чемпионата мира по хоккею с шайбой в ФРГ (1955).

## Спортивная карьера
11-кратный чемпион национального первенства ЧССР по хоккею с шайбой (1954—1958, 1960—1966).
Игровую карьеру начал в 1944 г. в составе клуба «Рапид» из Пардубице. С 1949 г. выступал за «Славию» (Пардубице), которая возникла после объединения клубов «Рапид» и LTC. В 1951 г. переехал в Брно, где играл сначала за «Збро́ёвка Брно» (1951—1953), а затем — за ХК «Брно» (1953—1967), выступая за который он отслужил и срочную военную службу. В сезоне 1968/69 выступал за итальянский хоккейный клуб ХК «Ауронцо». После завершения карьеры игрока перешел на тренерскую работу: готовил юниоров ХК «Брно». В сезоне 1976/77 возглавлял югославский хоккейный клуб «Краньска Гора», выходя одновременно на игровую площадку.
В составе сборной ЧССР провел 80 игр, в которых забил 45 голов. Участник шести мировых первенств (1952, 1953, 1954, 1955, 1956, 1960), на чемпионате мира в ФРГ (1955) вместе с партнёрами по сборной завоевал бронзовые медали. Выступал на трех зимних Олимпиадах (1952, 1956, 1960).
Помимо хоккея, также играл в футбол. Выступал во второй футбольной лиге Чехословакии в составе клубов «Зброёвка» (1952, 8 голов) и «Брно» (1953—1956, 15 голов). В высшем дивизионе выступал в составе объединённого клуба «Руда Гвезда», провел 20 матчей, забил 3 гола. Выступал в Кубок обладателей кубков УЕФА сезона 1960/61.
В 2001 году был включен в Зал спортивной славы в Брно. В мае 2010 году был введён в Зал славы чешского хоккея.